# Чен, Франсуа
Франсуа Чен (кит. 程抱一, пиньинь Chéng Bàoyī, палл. Чэн Баои́, фр. François Cheng, 30 августа 1929, Наньчан) — французский поэт, прозаик и каллиграф китайского происхождения.

## Биография
Из образованной семьи. Учился в Нанкинском университете. В 1948 году его отец получил пост в ЮНЕСКО, и семья прибыла во Францию. В 1949 году родные переехали в США, а Франсуа остался во Франции. Изучал язык, литературу и культуру страны, вел затворнический образ жизни. С 1960 года — сотрудник Института языков и цивилизаций Востока (INALCO). В 1971 году получил французское гражданство, с 1977 года пишет на французском языке. Опубликовал несколько книг стихов на Тайване и в Гонконге. Переводит с французского на китайский (Виктор Сегален, Анри Мишо), с китайского на французский (старую и новую поэзию, прозу Лао Шэ и др.).
Дочь — китаист, переводчица Лунь юй Анна Чен (род. 1955).

## Творчество
Автор книг стихов, монографий о китайской словесности, живописи (Чжу Да, Шитао), культуре.

## Избранные произведения
- L'Écriture poétique chinoise, Éditions du Seuil (1977, 1996, англ. пер. 1982, кит. пер. 2006, исп. пер. 2007)
- Пустое и полное: язык китайской живописи/ Vide et plein: le langage pictural chinois, Éditions du Seuil (1979, исп. пер. 1993, англ. пер. 1994, нем. пер. 2004)
- L’Espace du rêve: mille ans de peinture chinoise, Phébus (1980)
- Sept poètes français (1983)
- Henri Michaux, sa vie, son œuvre (1984)
- Chu Ta : le génie du trait, Phébus (1986)
- О дереве и скале, стихи/ De l’arbre et du rocher, poèmes, Fata Morgana (1989)
- Souffle-Esprit, Éditions du Seuil (1989, 2006)
- От родника до облака. Голоса поэтов старого и нового Китая/ Entre source et nuage, Voix de poètes dans la Chine d’hier et d’aujourd’hui, Albin Michel (1990, 2002)
- Времена жизни, стихи/ Saisons à vie, poèmes, Encre marine (1993)
- 36 стихотворений о любви/ Trente-six poèmes d’amour, poèmes, Unes (1997)
- Quand les pierres font signe (1997, avec Fabienne Verdier)
- Речи Тиани/ Le Dit de Tianyi, Albin Michel (1998, премия Фемина; исп. пер. 2002, нем. пер. 2009)
- Двойная песнь, стихи/ Double chant, Encre Marine (1998, премия Роже Каюа, 2000)
- Shitao: la saveur du monde, Phébus (1998, премия Андре Мальро)
- Cantos toscans, Unes (1999)
- D’où jaillit le chant: la voie des fleurs et des oiseaux dans la tradition des Song, Phébus (2000)
- Poésie chinoise, poèmes, Albin Michel (2000)
- И вот дыхание становится знаком, стихи/ Et le souffle devient signe, Iconoclaste (2001)
- Qui dira notre nuit, poèmes, Arfuyen (2001)
- И вечности мало, роман/ L'éternité n’est pas de trop, Albin Michel (2002, исп. пер. 2003, чеш пер. 2004)
- Диалог. Тяга к французскому языку/ Le Dialogue, Une passion pour la langue française, Desclée de Brouwer (2002)
- Протяженность любви, стихи/ Le Long d’un amour, poèmes, Arfuyen (2003)
- Le Livre du vide médian, poèmes, Albin Michel, (2004, 2009)
- Toute beauté est singulière: peintres chinois de la Voie excentrique, Phébus (2004)
- Que nos instants soient d’accueil, avec Francis Herth, Les Amis du Livre contemporain (2005)
- À l’orient de tout, poèmes, Gallimard (2005)
- Пять размышлений о красоте/ Cinq méditations sur la beauté, Albin Michel (2006, нидерланд. пер. 2006, исп. пер. 2007, нем. пер. 2008, англ. пер. 2009)
- Pèlerinage au Musée du Louvre, Flammarion et Musée du Louvre éditions (2008)
- L’Un vers l’autre: en voyage avec Victor Segalen, Editions Albin Michel (2008)
- Œil ouvert et cœur battant, Desclée de Brouwer (2011)
- Quand reviennent les âmes errantes, драма, Albin Michel (2012)

## Признание
Премия Роже Каюа (2000). Большая премия Французской академии франкоязычным авторам (2001). Член Французской академии (2002, кресло 34, первый выходец из Азии). Член Высшего Совета по франкофонии. Член почётного комитета Фонда Ширака. Офицер Ордена Почётного легиона (2009).